# Cristina Rota
María Cristina Rota Fernández (La Plata, 30 gennaio 1945) è un'attrice argentina.

## Biografia
È la madre di Nur Al Levi e di Juan Diego e María Botto con l'attore Diego Botto. È principalmente insegnante d'arte drammatica e ha insegnato a molti attori, tra i quali Malena e Ernesto Alterio, Guillermo Toledo, Alberto San Juan, Nathalie Poza, Andrés Lima, Luis Bermejo, Penélope Cruz, Fernando Tejero, Roberto Álamo e Megan Gràcia Montaner.

## Filmografia
- La reina del mate (1985)
- Virtudes Bastián (1986)
- En penumbra (1987)
- Party Line (1994)
- Colores (2003)

### Come produttore
- Los abajo firmantes (2003)